# Cestrum cristinae
Cestrum cristinae är en potatisväxtart som beskrevs av D.A.Soto. Cestrum cristinae ingår i släktet Cestrum och familjen potatisväxter. Inga underarter finns listade i Catalogue of Life.